# Niles Eldredge
Niles Eldredge (25 de agosto de 1943) es un  paleontólogo estadounidense. Es autor, junto con Stephen Jay Gould, de la teoría del equilibrio puntuado (1972).

## Biografía académica
Eldredge comenzó sus estudios universitarios en filología latina en la Universidad de Columbia, pero antes de completar la licenciatura cambió sus intereses hacia la antropología. Comenzó entonces a trabajar en el Museo Americano de Historia Natural. 
Una vez graduado, Eldredge continuó sus estudios de doctorado en la misma Universidad de Columbia, compaginándolos con su trabajo de investigación en el Museo. 
En 1969, año de finalización de su doctorado, Eldredge es nombrado comisario del Museo de Historia Natural, una posición que todavía mantiene. Así mismo, Eldredge es profesor adjunto en la Universidad de Nueva York. Su especialidad atañe a la evolución de los trilobites Phacopida, un grupo de artrópodos extintos que vivió hace 543 - 245 m.a.

## Teoría evolutiva
Eldredge y Gould propusieron la teoría del equilibrio puntuado en 1972.
Por otro lado, Eldredge desarrolló una visión jerárquica de los sistemas evolutivos y ecológicos y se interesó especialmente en las extinciones rápidas de muchos hábitats y especies.

## Obra en español
- Eldredge, Niles (1997). Síntesis inacabada: jerarquías biológicas y pensamiento evolutivo moderno. Fondo de Cultura Económica de España. ISBN 978-84-375-0438-4.

- Eldredge, Niles (2001). La vida en la cuerda floja: la humanidad y la crisis de la biodiversidad. Tusquets Editores. ISBN 978-84-8310-726-3.[9]

- Eldredge, Niles (2009). Darwin. El descubrimiento del árbol de la vida. Katz Editores. Buenos Aires. ISBN 978-84-9685-951-7.